# Magasságos Miasszonyunk-kápolna (Ronchamp)
A ronchampi Magasságos Miasszonyunk-kápolna (franciául Chapelle Notre-Dame-du-Haut de Ronchamp) egy Szűz Máriának szentelt katolikus zarándoktemplom a francia Ronchamp községben, Belfort közelében. Az 1950 és 1955 között a francia-svájci építész Le Corbusier tervei alapján felépült templom a modern építészet talán leghíresebb alkotása. A benne található számos vizuális metafora, térfelosztásának gazdagsága, valamint példaértékűsége miatt a modern építészet ikonja.
A kisméretű templom íves falaival szoborszerű épület benyomását kelti. A hófehér íves betonfalak az organikus építészet sajátossága. A tető szokatlan szerkezete egy hajó orrára emlékeztet. A templom kisméretű téglalap alakú ablakain beszűrődő fény misztikus hangulatot teremt a templombelsőben. A formai szabálytalansága a nagy lakóegységek geometrikus szimmetriájának ellenpontjai.
A búcsújáró templomként is emlegetett templomot Le Corbusier építette 1950-ben.